# Attore

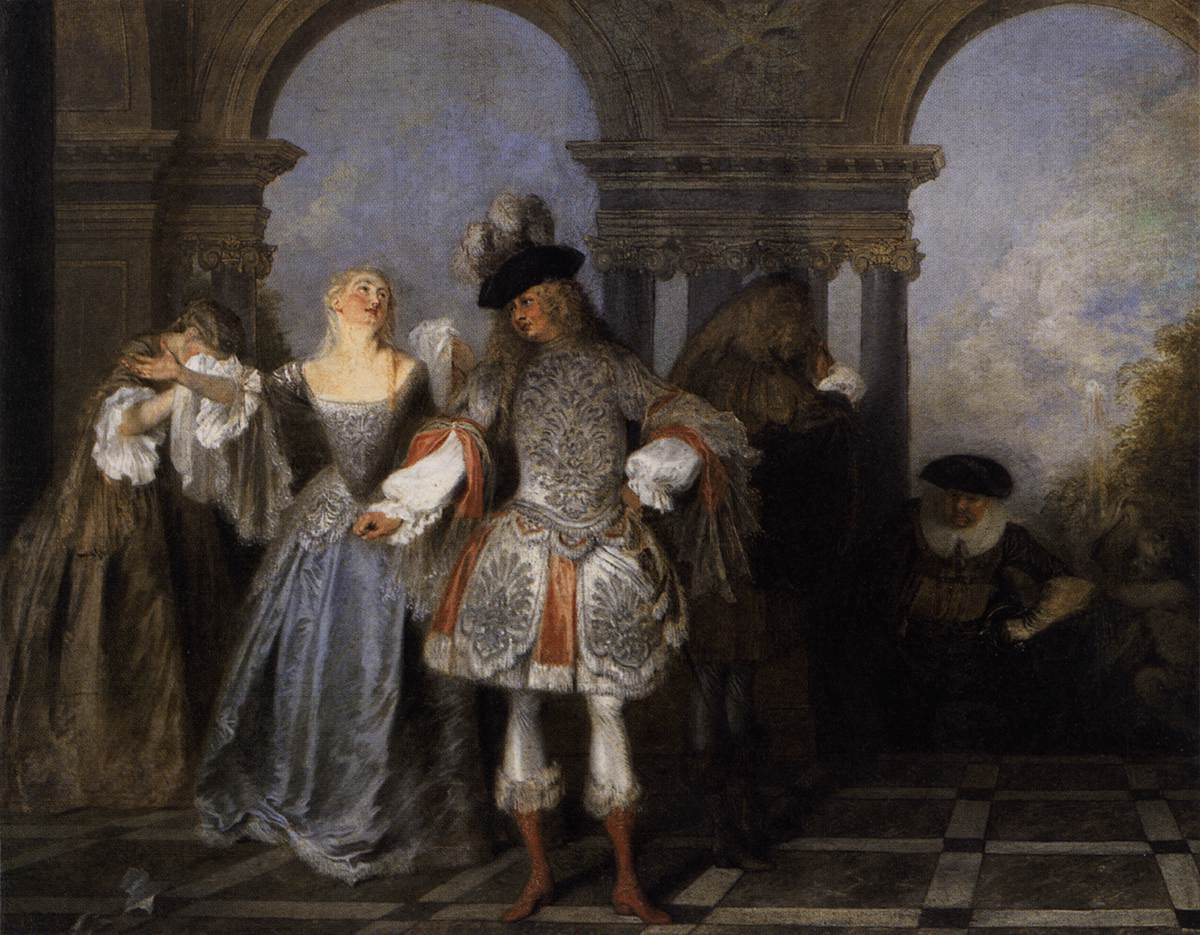
Attori della Comédie-Française

Un attore è chi rappresenta o interpreta una parte o un ruolo in uno spettacolo teatrale, cinematografico, televisivo, radiofonico o in strada.

## Storia
La più antica traccia storica sull'attore è riconducibile a un testo dei Veda, nel quale vengono fornite raccomandazioni di rito a un gruppo di attori-sacerdoti rappresentanti il primitivo teatro indiano. Il primo caso documentato di recitazione nel mondo occidentale da parte di un attore risale al 530 a.C., probabilmente il 23 novembre, (sebbene le modifiche nel calendario negli anni rendano difficile determinare la data esatta) quando l'attore greco Tespi salì sul palco al Teatro di Atene in occasione delle feste di Dioniso e divenne il primo a parlare come personaggio in una rappresentazione. Gli espedienti della narrazione furono immediatamente rivoluzionati. Prima della invenzione di Tespi, le storie venivano tramandate con poemi, musica e danza ma con narrazione in terza persona: nessuno aveva assunto la parte del personaggio della storia. In onore a Tespi, gli attori furono chiamati Tespiani. Ancora oggi, in senso metaforico, si dice "salire sul carro di Tespi" riferendosi a chi intraprende la carriera dell'attore. Un mito del teatro tramanda sino a oggi che Tespi esista come spirito malevolo e i disastri nel teatro talvolta sono ritenuti conseguenza del suo intervento spiritesco.
Eschilo introdusse il secondo attore (deuteragonista), consentendo in tal modo il dialogo fra gli attori, mentre Sofocle ne aggiunse un terzo (tritagonista) e solo nel tardo teatro greco, in qualche occasione, comparve anche un quarto attore. Gli attori a quel tempo venivano addestrati, non solo alla recitazione, ma anche alla danza e al canto e all'uso della maschera fissa, di pianto o di riso. Nella rappresentazione di divinità e di personaggi eroici, l'attore ricorreva all'uso di coturni, di imbottiture e di alte acconciature per sembrare più alto. Nell'antica Grecia gli attori erano retribuiti dallo Stato e potevano ottenere privilegi e riconoscimenti, tra i quali quello di ambasciatore. Gli attori tragici più noti furono Teodoro, Nicostrato e Tessalo.
Nell'antica Roma invece il teatro perse ogni carattere sacro e si trasformò in un'attività ludica. Gli attori, detti ludii o histriones venivano reclutati tra gli schiavi e socialmente equivalevano agli infames. Già a quei tempi il pubblico poteva dimostrare la sua disapprovazione per la recitazione, fischiando, e l'attore, in questo caso, era costretto a umiliarsi al punto di togliersi la maschera. Nella tarda romanità, alcuni attori riuscirono a far parte dei liberti e a ottenere un buon prestigio sociale. Gli attori più popolari furono Esopo e Roscio.
Durante il Medioevo l'attore fu, per lo più, il sacerdote, che indossava abiti sacri parzialmente alterati per consentirgli di calarsi nel personaggio. Quindi il dramma coincise, in quel tempo, con il dramma cristiano derivato dalla liturgia e dai testi sacri. In questo periodo, durante le processioni e le feste, parteciparono anche cittadini nel ruolo di attori-dilettanti e talvolta queste persone cercarono fortuna con l'attività di comico professionista, che si esibiva nelle bettole o nelle piazze.
Verso la metà del Cinquecento apparvero i comici della commedia dell'arte, addestrati alla mimica, alla vocalità, alle acrobazie e soprattutto al lazzo, per lo più improvvisato. In questa fase anche la donna appare sul palcoscenico e si formano le prime compagnie girovaghe sui loro carri. La loro posizione sociale non fu elevata, e subirono l'ostilità della Chiesa. Contemporaneamente nacque anche la figura di attore stabile, fisso nella corte del signore, che rispetto al suo collega nomade, poteva disporre di una maggiore sicurezza economica e della possibilità di intraprendere studi. Tra i comici italiani dell'arte si misero in evidenza e divennero famosi: Tiberio Fiorilli chiamato anche Scaramuccia, maestro di Molière, Silvio Fiorillo, il primo Pulcinella, Niccolò Barbieri detto il Beltrame.
Se durante l'Illuminismo nacque una nuova concezione di attore, nell'Ottocento si allargò il pubblico smanioso di divertirsi e di apprendere e di conseguenza l'attore assunse il ruolo di depositario dell'eleganza e della cultura, divenendo, per alcuni strati della popolazione, un idolo ammirato non tanto per il ruolo o per il personaggio, quanto per sé stesso. Da qui nasce il fenomeno denominato del Grande Attore. Tra gli attori celeberrimi si annoverarono: in Francia Sarah Bernhardt, in Spagna Matilde Díez, in Inghilterra Edmund Kean, in Italia Adelaide Ristori, Tommaso Salvini, Ernesto Rossi e la generazione successiva Eleonora Duse, Ermete Zacconi e Ermete Novelli che meglio rappresentano il periodo chiamato del mattatore.

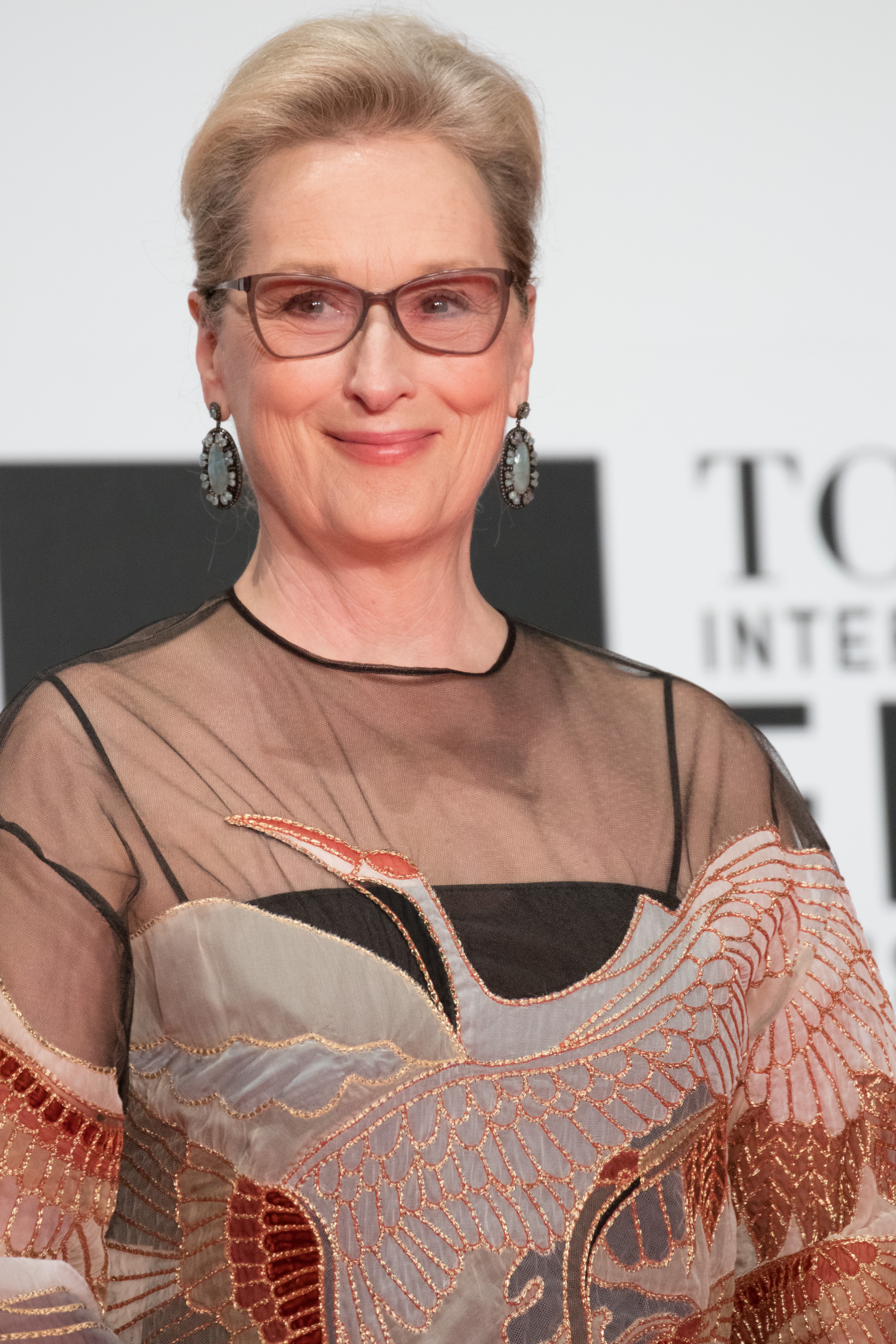
L'attrice Meryl Streep

Nel Novecento il fenomeno del divismo si trasferì dal teatro al cinema e alla televisione e gli attori contemporanei possono diventare modelli di costume, di linguaggio e di comportamento. Tra i principali attori del secolo, si ricordano: Greta Garbo, Anna Magnani, James Dean, Rodolfo Valentino, Marlene Dietrich, P. Ramlee.

## Termine
Deriva dal latino actor, ossia colui che agisce. Nel passato, il termine attore era riservato agli uomini. Le donne incominciarono a recitare solo nel XVII secolo, e allora si incominciò a usare il termine attrice. Nell'antichità e nel Medioevo, era considerato disdicevole per una donna salire sul palcoscenico e questa percezione continuò sino al XVII secolo, quando a Venezia fu interrotta. Al tempo di William Shakespeare, le parti femminili erano interpretate da uomini o ragazzi, sebbene vi sia qualche elemento per sospettare che vi fossero donne che recitavano (illegalmente) mascherate da uomini. Un attore normalmente recita un personaggio. Nel caso di una storia vera, o una storia di un personaggio storico romanzata, un attore può recitare un personaggio reale, o una sua versione romanzata, eventualmente sé stesso. L'attore che interpreta personaggi fortemente tipicizzati si definisce caratterista.

## Attrici in parti maschili
Talvolta le attrici interpretano ruoli di ragazzi o bambini, poiché in alcuni casi l'aspetto fisico femminile può avvicinarsi più facilmente a quello di un giovane maschio rispetto a quello di un attore adulto. La parte di Peter Pan, ad esempio, è tradizionalmente recitata da una donna. La tradizione del ragazzo protagonista nella pantomima è un altro esempio. Un adulto che reciti la parte di un ragazzo capita più in teatro che nel cinema. L'eccezione è nei cartoni animati in cui i ragazzi sono generalmente doppiati da donne. Nell'Opera ci sono alcune parti maschili tradizionalmente cantate da voci femminili, normalmente di mezzosoprano. Esempi sono Hansel in Hänsel e Gretel, Cherubino nelle Nozze di Figaro e Tancredi nell'omonima opera.
Mary Pickford interpretò la parte del Piccolo Lord Fauntleroy nella prima versione cinematografica del libro. Linda Hunt vinse un premio Oscar alla migliore attrice non protagonista in The Year of Living Dangerously, in cui recitava una parte maschile.
Anche recitare una parte del sesso opposto per l'effetto comico è una lunga tradizione del teatro e del cinema comico. Molte commedie di Shakespeare comprendono casi di travestimento, e sia Dustin Hoffman sia Robin Williams sono apparsi in film di successo in cui hanno recitato molte scene vestiti da donna. Un esempio ancora più adatto è probabilmente Divine in tutta la sua carriera.

## Tecniche di recitazione
Gli attori impiegano una varietà di tecniche apprese con la preparazione e l'esperienza. Eccone alcune:
1. L'uso accurato della voce per comunicare le caratteristiche del personaggio ed esprimerne le emozioni. Questo risultato si ottiene con l'attenzione alla dizione e all'intonazione mediante una corretta respirazione e articolazione. Si ottiene anche con il tono e l'enfasi che un attore mette nelle parole.
2. L'assunzione di un aspetto coerente con il personaggio, per renderlo credibile per gli spettatori e per utilizzare in modo corretto e appropriato lo spazio scenico.
3. L'uso della gestualità per integrare la verbalità, interagire con gli altri attori e enfatizzare le parole o dare loro significati simbolici.
4. La creatività e l'ispirazione dell'attore possono essere stimolate da adeguati esercizi di rilassamento e di visualizzazione. La funzione di questi esercizi è principalmente quella di focalizzare l'attenzione cosciente sul lavoro creativo, disperdendo le frequenti tensioni legate a preoccupazioni di carattere personale o a una più generale paura del pubblico e della prova in sé.

## Premi di recitazione
- Premi Oscar (cinema)
- David di Donatello (cinema)
- Golden Globe (cinema e televisione)
- Premi Emmy (televisione)
- BAFTA (cinema, TV, film per bambini, videogiochi)
- Premi del Festival di Cannes (cinema)
- Premi della Mostra internazionale d'arte cinematografica di Venezia (cinema)
- Premio Ubu (teatro)
- Premi Tony (teatro)
- Premi European Theatre (teatro)
- Premi Laurence Olivier (teatro)
- Premio Eleonora Duse (teatro)